# Judah Touro
Pour les articles homonymes, voir Touro.
Judah Touro, né le 16 juin 1775 à Newport et mort le 18 janvier 1854 à la Nouvelle-Orléans, est un homme d’affaires et philanthrope américain.